# Carisolo
Carisolo é uma comuna italiana da região do Trentino-Alto Ádige, província de Trento, com cerca de 918 habitantes. Estende-se por uma área de 24 km², tendo uma densidade populacional de 38 hab/km². Faz divisa com Vermiglio, Ossana, Pinzolo, Giustino e Caderzone.